# Anthaxia hurdi
Anthaxia hurdi är en skalbaggsart som beskrevs av Antonio Cobos 1958. Anthaxia hurdi ingår i släktet Anthaxia och familjen praktbaggar. Inga underarter finns listade i Catalogue of Life.